# Qiu Haiyan
Qiu Haiyan (chinesisch 邱海燕 Qiū Hǎiyàn; * 17. Juni 1974) ist eine ehemalige chinesische Fußballspielerin.

## Karriere

### Klub
Zumindest zu der Zeit der Olympischen Spiele 2000 gehörte sie einem Team aus Guangdong Xiongying an.

### Nationalmannschaft
Mit der chinesischen A-Nationalmannschaft nahm sie bereits am Fußball-Turnier der Goodwill Games 1998 teil und wurde hier zumindest im Halbfinale gegen Norwegen eingesetzt, wo sie auch im Elfmeterschießen ein Tor verwandelte. Am Ende gewann ihr Team dieses Spiel mit 4:2. Auch beim Algarve-Cup 1999 war sie dabei und wurde hier kurz vor Schluss im Finalspiel auch noch eingewechselt.
Anschließend gehörte sie auch zum Kader der Mannschaft bei der Weltmeisterschaft 1999. Hier kam sie, bis auf die erste Partie, wo sie nicht eingesetzt wurde, immer als Einwechselspielerin aufs Feld und erreichte so mit ihrem Team das Finalspiel. Hier scheiterte sie mit ihrem Team am Ende aber an den USA. Anschließend war sie auch Teil der Olympiamannschaft bei dem Turnier der Spiele im Jahr 2000. Hier kam sie aber nicht zum Einsatz. Ihr letzter bekannter Einsatz in der Nationalmannschaft war bei einem Vier-Länder-Turnier im Juli 2000, wo sie bei einem 3:1-Sieg über Deutschland zwei Tore machte.